# Tunga penetrans
Tunga penetrans és una espècie d'insecte sifonàpter de la família Tungidae. És una puça ectoparàsita que ataca principalment la pell dels peus, s'introdueix en ella i produeix una pruïja intensa. Popularment se la coneix com a nigua tot i que aquest nom també s'utilitza per a Dermatophilus penetrans i la infecció es diu tungosi o tungiasis.
Té una grandària inferior a 1 mm, amb cap gran i forma un angle amb el ventre. Pot atacar humans, porcs i altres animals domèstics.
Se sol contreure en trepitjar en sòls mullats i bruts. Tant els símptomes com la forma del paràsit són semblades a les d'una butllofa. La forma d'eliminar-ho més casolana és trencar la borsa amb una agulla o amb una fulla d'afaitar ben netes, i estrènyer la incisió fins que s'elimini el líquid que l'embolica i surti un punt negre, que és el paràsit.
A Brasil aquesta puça es coneix vulgarment com a puça d'areia. També es denomina nigua, piqui, bestiola do pé, bestiola porco o jatecuba; als països llengua anglesa, jigger, sand flea, chigoe o burrowing flea, en neerlandès zandvlo.